# Манн, Тур
Тур Густав Теодор Манн (швед. Tor Gustaf Teodor Mann; 25 февраля 1894 — 29 марта 1974) — шведский дирижёр. Муж Ортруд Манн.
Окончил Стокгольмскую консерваторию (1915) как виолончелист (ученик Карла Линде и Антона Андерсена, а также Конрада Нурдквиста по классу камерного ансамбля). До 1920 г. играл в стокгольмских оркестрах, одновременно изучая композицию и оркестровку у Эрнста Эльберга. В 1920—1922 гг. учился композиции в Берлине у Павла Юона. Дебютировал как дирижёр в Гётеборге в 1922 году. В 1925 г. возглавлял Симфонический оркестр Мальмё в первые полгода его существования, затем перешёл в Гётеборгский симфонический оркестр, которым руководил до 1939 г. В 1939—1959 гг. главный дирижёр Оркестра Шведского радио. Известен как пропагандист музыки скандинавских композиторов, включая как Франца Бервальда, так и своих современников; особенно большую роль сыграл в популяризации музыки Карла Нильсена: альбом с сохранившимися записями Манна, сделанными в 1944—1961 гг., был выпущен в 2007 г. под названием «Пророк Карла Нильсена в Швеции» (англ. Carl Nielsen’s Prophet in Sweden). На рубеже 1930-40-х гг. выступал как организатор Дней северной музыки в Стокгольме и Гётеборге.
В 1939—1961 гг. преподавал в Королевской академии музыки, с 1945 г. профессор. Выйдя на пенсию, в последние годы жизни преподавал в музыкальной школе города Арвика.